# 新伊萬尼夫卡 (波季利斯克區)
47°33′37″N 30°0′17″E / 47.56028°N 30.00472°E
新伊萬尼夫卡（烏克蘭語：Новоіванівка）是位於烏克蘭西南部的村莊，由敖德萨州波季利斯克区的阿南伊夫市鎮負責管轄。該村始建於1895年，面積0.43平方公里，海拔高度91米，2001年人口107，人口密度每平方公里248.84人。